# پاتریتسیا پوانیک
پاتریتسیا پوانیک (لهستانی: Patrycja Płanik) بازیگر، هنرمندِ هنرهای تجسمی و عکاس اهل لهستان است. وی دانش‌آموختهٔ مدرسه ملی فیلم ووچ است و یکی از دو بنیان‌گذار اصلیِ جشنوارهٔ مستقل رقص معاصر مشهور به «جشنوارهٔ بین‌المللی مات» در لهستان است. از فیلم‌هایی که وی در آن نقش داشته است می‌توان به لیلیان اشاره کرد که بابت نقش‌آفرینی در آن برندهٔ جوایز مختلفی شده است.
| سال  | نامزدی / اثر              | جایزه                                              | نتیجه |
| ---- | ------------------------- | -------------------------------------------------- | ----- |
| ۲۰۱۹ | بهترین بازیگر زن / لیلیان | فرشتهٔ آبی / جشنوارهٔ فیلم‌های هنری، کوشیتسه          | برنده |
| ۲۰۱۹ | بهترین بازیگر زن / لیلیان | جایزهٔ سِیمور کَسِل / جشنواره بین‌المللی فیلم اولدنبورگ | برنده |
| ۲۰۲۰ | بهترین بازیگر زن / لیلیان | جایزهٔ جرالدین پِیج / مِتُد فِـست                       | برنده |